# Bovalar de Sant Jordi
El Bovalar de Sant Jordi és un bosc de pi blanc del municipi de Sant Jordi (Baix Maestrat), declarat Paratge Natural Municipal l'any 2006.
Amb una superfície de 27,38 hectàrees, constitueix un paisatge forestal residual entre els terrenys de cultius de secà que l'envolten. Se situa a un quilòmetre escaig del nucli de població de Sant Jordi el que li confereix un interessant atractiu com a espai recreatiu per al veïnat del municipi.:
Des d'aquest paratge es poden contemplar unes bones panoràmiques de les muntanyes dels Ports i la Tinença de Benifassà. Pel que fa al patrimoni cultural, cal assenyalar la presència de tres antics forns per a la fabricació de calç, elements d'interés etnològic.

## Vegetació
La vegetació actual està formada per matolls amb llentiscle, coscoll, romer i bruc i amb un estrat arbori de pineda de pi blanc procedent de repoblació.
Cal destacar que en aquest espai es presenten dos hàbitats naturals d'interés en el marc de la Directiva 92/43/CEE, del Consell, relativa a la conservació dels hàbitats naturals i de la fauna i flora silvestre. Aquests són, concretament, el definit pel codi UE 5330 Querco cocciferae-Lentiscetum i el 6220 Teucrio pseudochamaepityos-Brachypodietum. Aquest últim es considera un hàbitat prioritari i engloba un grup d'herbassars i pastos que creixen majoritàriament sobre sòls calcaris. En el cas del paratge Bovalar de Sant Jordi, es tracta d'herbassars pseudoestèpics dominats per gramínies perennes de dimensió reduïda del gènere Brachypodium.

## Fauna
La fauna està caracteritzada per la presència majoritària d'espècies adaptades a mitjans antropitzats, amb zones de cultius i àrees de matoll i pineda. Així i tot, és possible trobar espècies d'interés per a la conservació, amb estatus d'espècie protegida pel Catàleg valencià d'espècies amenaçades. Entre l'herpetofauna destaca la presència del fardatxo (Lacerta lepida), entre les aus el gaig (Garrulus glandarius) i el cruixidell (Emberiza calandra). Entre els mamífers es troba la musaranya comuna (Crocidura russula), l'eriçó comú (Erinaceus europaeus), la fagina (Martes foina), el teixó (Meles meles) i la mostela (Mussola nivalis). A més d'aquestes espècies més notables, s'hi poden trobar altres espècies d'interés. Així, entre les aus trobem les busqueretes (Sylvia Melanocephala, S. Undata, S. cantillans), el bitxac comú (Saxicola torcuata), la marellenga carbonera (Parus major), el capsot (Lanius senator), la cadernera (Carduelis carduelis), el verderol (C. chloris) i el gafarró (Serinus serinus). Els mamífers estan representats per espècies com el ratolí de bosc (Apodemus sylvaticus), la musaranya etrusca (Suncus etruscus), el conill (Oryctolagus cuniculus) i, ocasionalment, l'esquirol (Sciurus vulgaris).